# Must Be the Music
Must Be the Music — талант-шоу на каналі Polsat за ліцензією телеканалу Sky One. Прем'єра відбулася 5 березня 2011 року. Вже завершилися 4 сезони конкурсу, в планах — п'ятий.

## Правила конкурсу
Участь в конкурсі можуть брати не лише вокалісти, але й гурти, хори, бітбоксери та інструменталісти. В найбільших містах Польщі відбувається кастинг. Записи виступів лише 150 учасників потрапляють на телебачення. З них обираються 32 учасники наступного туру конкурсу, трансляції якого уже йдуть наживо. Згодом відбуваються 4 півфінали. 2 переможці кожного з них виходять у фінал, де до них приєднуються джокери: один переможець голосування на Facebook та один переможець голосування слухачів радіо RMF FM.
Переможець програми отримує 100 тисяч злотих та виступ на фестивалі у Сопоті TOPtrendy або Новорічної ночі хітів (залежно від пори року).

## Журі конкурсу
- Адам Штаба
- Ельжбета Запендовська
- Ольга "Kora" Яцковська
- Войцех "Łozo" Лозовський

## Перший сезон
| Номер | Виконавець/гурт   | Перша фінальна пісня                        | Друга фінальна пісня   | Місце |
| ----- | ----------------- | ------------------------------------------- | ---------------------- | ----- |
| 1     | Enej              | Myła moja                                   | Radio Hello            | 1     |
| 2     | Марцін Чижевський | Angels                                      |                        |       |
| 3     | Томаш Дольський   | Smooth Criminal                             | He's Pirate            | 3     |
| 4     | Little Breaver    | Welcome To The Jungle                       |                        |       |
| 5     | PodobaMiSię       | Oświadczyny                                 |                        |       |
| 6     | Conrado Yanez     | Always On My Mind                           | What A Wonderful World | 2     |
| 7     | Rotten Bark       | Drunk Paradise                              |                        |       |
| 8     | Пйотр Рестецький  | Różowa pantera oraz inne dźwięki na gitarze |                        |       |
| 9     | NOKO              | The day before                              |                        |       |

## Другий сезон
| Номер | Виконавець/гурт      | Місце |
| ----- | -------------------- | ----- |
| 1     | Raggafaya            |       |
| 2     | Марцеліна Оляк       | 3     |
| 3     | Bruk Braders         |       |
| 4     | Kapela InoRos        |       |
| 5     | Наталя Зозуля        |       |
| 6     | Kamień Kamień Kamień |       |
| 7     | Мацей Чачик          | 1     |
| 8     | АтмАсфера            |       |
| 9     | MashMish             |       |
| 10    | Eris Is My Homegirl  | 2     |

## Третій сезон
| Виконавець/гурт             | Місце |
| --------------------------- | ----- |
| Катажина Мось               |       |
| Tax Free                    |       |
| Najlepszy Przekaz W Mieście | 2     |
| Міхал Кучинський            |       |
| LemON                       | 1     |
| Chłopcy kontra Basia        |       |
| Pocket Size Sun*            |       |
| Klezmafour**                |       |
| Якуб Шиперський             |       |
| Себастіан «Biały» Бялек     |       |

- * Джокер від голосування на Facebook.
- ** Джокер від слухачів радіо RMF FM.

## Четвертий сезон
| Номер | Виконавець/гурт         | Місце |
| ----- | ----------------------- | ----- |
| 1     | Пшемислав Радзішевський |       |
| 2     | Івона Кмецік            |       |
| 3     | Мацей Кристковяк        | 3     |
| 4     | Катажина Ґжесєк **      |       |
| 5     | Томаш Ковальський       | 1     |
| 6     | Пйотр Кіта              |       |
| 7     | Oberschlesien           | 2     |
| 8     | Bass                    |       |
| 9     | Міхал Лонєвський        |       |
| 10    | Tune*                   |       |

- * Джокер від голосування на Facebook.
- ** Джокер від слухачів радіо RMF FM.